# Eucera atricornis
Eucera atricornis là một loài Hymenoptera trong họ Apidae. Loài này được Fabricius mô tả khoa học năm 1793.